# Kolanı (Şahbuz)
Kolanı è un comune dell'Azerbaigian situato nel distretto di Şahbuz. 